# Anselm Franz von Ingelheim (vescovo di Würzburg)
Anselm Franz von Ingelheim (Magonza, 12 novembre 1683 – Würzburg, 9 febbraio 1749) fu dal 1746 al 1749 principe-vescovo di Würzburg.

## Biografia

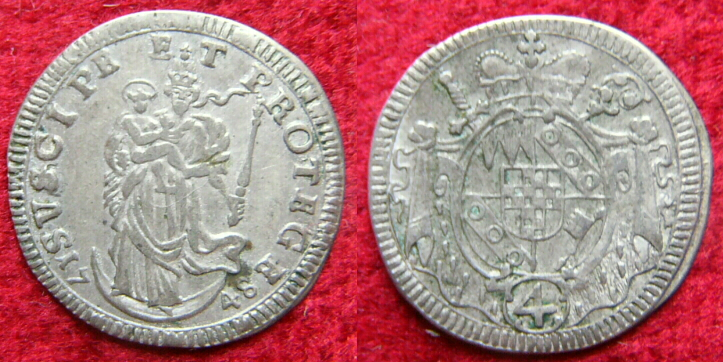
Moneta da 4 kreutzer con lo stemma di Anselm Franz von Ingelheim

Apparteneva ad una nobile famiglia tedesca che aveva già annoverato alcuni ecclesiastici. A differenza del proprio predecessore Friedrich Karl von Schönborn e di suo fratello maggiore (predecessore sempre alla sede di Würzburg), Johann Philipp Franz von Schönborn, fu tiepido sostenitore dell'architetto di corte Johann Balthasar Neumann e anche per questo incontrò l'opposizione della famiglia Schönborn che già gli era avversa per interessi personali sulla diocesi. Neumann dovette dimettersi da architetto a capo dei progetti per la diocesi, ma rimase impiegato in altre strutture.
I lavori per la costruzione e la decorazione della residenza dei vescovi di Würzburg riprenderanno in modo grandioso sotto il suo successore, Karl Philipp von Greiffenclau zu Vollrads, imparentato con gli Schönborn.
Morì il 9 febbraio 1749, dopo appena tre anni di vescovato.

## Genealogia episcopale e successione apostolica
La genealogia episcopale è:
- Arcivescovo Filippo Archinto
- Papa Pio IV
- Cardinale Giovanni Antonio Serbelloni
- Cardinale Carlo Borromeo
- Cardinale Gabriele Paleotti
- Cardinale Ludovico de Torres
- Cardinale Giovanni Garzia Mellini
- Vescovo Antonio Albergati
- Vescovo Gereon Otto von Gutmann zu Sobernheim
- Vescovo Johannes Pelking, O.F.M. Conv.
- Vescovo Wolther Heinrich von Strevesdorff, O.E.S.A.
- Arcivescovo Johann Philipp von Schönborn
- Vescovo Stephan Weinberger
- Vescovo Johann Philipp von Greiffenclau zu Vollraths
- Vescovo Johann Bernhard Mayer
- Vescovo Anselm Franz von Ingelheim

La successione apostolica è:
- Vescovo Daniel Johann Anton von Gebsattel (1748)